# نایت‌کرالر
نایت‌کرالر (به انگلیسی: Nightcrawler) با نام اصلی کرت واگنر، یک شخصیت خیالی ابرقهرمان در کتاب‌های کامیک آمریکایی منتشر شده توسط مارول کامیکس است، که اغلب با مردان ایکس مرتبط است. شخصیت نایت‌کرالر توسط لن وین نویسنده و دیو کاکرام هنرمند خلق شده‌است که برای اولین بار در شمارهٔ ۱ از جاینت-سایز ایکس-من در مه ۱۹۷۵ معرفی شد. او جهش‌یافته‌ای است که با قابلیت‌های ابر انسانی زاده شده‌است. توانایی‌های او شامل چابکی و واکنش‌های ابرانسانی، قابلیت دورنوردی، شمشیربازی حرفه‌ای و قدرت دید در شب هستند. از جهش‌های فیزیکی بدنش نیز می‌توان به پوستی به رنگ نیلی سیر که او را تقریباً در سایه نامرئی و پنهان می‌کند، پاهای دو انگشتی و دست‌های سه انگشتی، چشمانی زرد رنگ، دم گیرنده با نوکی تیز و گوش‌هایی اِلف مانند اشاره کرد.
در سال ۲۰۰۳ الن کامینگ نقش نایت‌کرالر را در فیلم ایکس ۲: مردان متحد بازی کرد، و همچنین کدی اسمیت-مک‌فی نیز نقش جوان‌تر این شخصیت را در فیلم‌های مردان ایکس: آپوکالیپس (۲۰۱۶)، و دارک فینکس (۲۰۱۹) ایفا کرده‌است.

## زندگی‌نامه ساختگی شخصیت
کورت واگنر یک جهش‌یافته با ظاهر شیطانی با توانایی‌های دورنوردی است که به عنوان نایت‌کرالر مرد مهربان شناخته می‌شود، او فرزند مخفی جهش‌یافته و تروریست در حال تغییر شکل میستیک بود که از عزاریل رهبر نیافته به عنوان یک الگوی ژنتیکی استفاده می‌کرد.
طبق درخواست والدینش، پروفسور چارلز اگزاویر، داستانی را در ذهن آن‌ها ساخت که میستیک نوزادش را با آزازل به دنیا آورد و سپس او را بلافاصله پس از تولد در کوه‌های آلپ باواریا رها کرد، او که توسط جادوگر رومی مارگالی سزاردوس پیدا و بزرگ شد، علیرغم ظاهر شیطانی خود، دوران کودکی شادی را سپری کرد و به عنوان هنرمند ذوزنقه در کارناوال در کنار خواهر و برادرهای خوانده‌اش جیمین و استفان اجرا کرد.
پس از اینکه استفان در وینزلدورف به یک قاتل دسته جمعی شرور تبدیل شد، کورت ناخواسته برادر خود را اعدام کرد، درگیری آن ها توجه گروهی را به خود جلب کرد که معتقد بودند کورت یک شیطان قاتل است و تصمیم گرفتند او را شکار کرده و به قتل برسانند، کرت در نهایت توسط پروفسور چارلز اگزاویر از مردان ایکس نجات یافت و از او دعوت کرد تا به گروه جهش‌یافته ابرقهرمان تحت نام نایت‌کرالر بپیوندد.

## در جهان‌های دیگر

### دنیای التیمیت (۱۶۱۰)
کورت واگنر که در کوه‌های باواریا بزرگ شد، عضو یک سیرک سیار بود که در اوایل نوجوانی به‌عنوان اسیر آلمانی پروژه سلاح ایکس ربوده شد و مانند روگ و ولورین مجبور شد به یکی از عوامل جهش‌افته آن‌ها تبدیل شود. هنگ‌های آموزشی وحشیانه هر چند رفتار غیرانسانی آن‌ها با او، کورت حاضر نشد ایدئالیسم و ایمان خود را فراموش کند. او حتی توانست استورم را متقاعد کند که از فرمانده سلاح ایکس، جان رایت، انتقام نگیرد. او گفت که کشتن شبح او را به سطح شبح می‌رساند و او اجازه نداد که این اتفاق بیفتد.

#### ایکس من
کرت که از سلاح ایکس آزاد شد، به خانه‌اش بازگشت، اما به زودی تصمیم گرفت به مردان ایکس بپیوندد که در برابر مگنیتو به کمک نیاز داشتند و شروع به تحصیل در مدرسه اگزاویر کردند.
کورت که یک مرد جوان خوش‌برخورد و شوخ‌طبع بود و علاقه زیادی به ماجراجویی داشت، در بین هم تیمی‌هایش بسیار محبوب بود. او تا حدودی با آنجل، که غیر از خودش، تنها عضو گروه مردان ایکس بود که نمی‌توانست جهش خود را پنهان کند، پیوند برقرار کرد و با هم از اتاق خطر برای جلسات «نقش‌بازی» شبیه به «دزدان دریایی کارائیب» استفاده کردند. کرت به هم تیمی و دوست، آلیسون بلر علاقه‌مند شد، او از این واقعیت که وارن نیز به دازلر علاقه‌مند بود ناراحت بود، در واقع، دازلر و آنجل به زودی یک زوج شدند و کرت یکی از تنها عضو مردان ایکس بدون دیگری ماند.
کرت همچنین با کلوسوس دوست شد و آن دو بیشتر وقت خود را با هم سپری کردند. سرانجام پیوتر آشکار کرد و توضیح داد که همجنس‌گرا است. کرت که از تمایلات جنسی پیوتر منزجر شده بود، دوستی سابق خود را مرده دید.
وضعیت روانی کرت به دلیل تنهایی او در میان گروه بدتر شد تا جایی که او دزلر را ربود تا او را به عشق او وادار کند. مردان ایکس نایت کرولر را شکست دادند و او در کمای طولانی قرار گرفت تا خاویر بتواند از طریق دورآگاهی روی توانبخشی او کار کند. کرت بعداً موضع خود را در مورد پیوتر تغییر داد و گفت که این ناعادلانه است، زیرا کلوسوس با او به عنوان یک برادر رفتار کرده و عذرخواهی کرده‌است. او حتی به تیم «کلوسوس مردان ایکس» متشکل از دَزلِر، روگ، انجل و خودش ملحق شد، و همه تحت تأثیر قرار گرفتند.

#### اولتیماتوم
در حالی که کورت در خیابان‌های شهر نیویورک به سمت یک تئاتر راه می‌رفت، توسط موج اولتیماتوم مگنیتو کشته شد، که بسیاری از مردان ایکس را نیز به همراه او کشت.

### عصر آپوکالیپس
نایت کرولر رابطه تیره‌ای با مادرش میستیک داشت. او همچنین یک تجربه زخمی داشت که باعث شد برخلاف همتای خود با زمین ۶۱۶، مذهب سازمان یافته را تحقیر کند. در نهایت، کورت یکی از جهش‌یافته‌هایی بود که به گروه شورشی مگنیتو معروف به مردان ایکس که به دنبال متوقف کردن سلطه آخرالزمان بر جهان بودند، پیوست. او اغلب به‌عنوان واسطه‌ای در تعاملات مردان ایکس با میستیک، که دوستش «سرنوشت» می‌توانست آینده را پیش‌بینی کند، عمل می‌کرد.
نایت کرولر در کنار مردان ایکس در نجات زندانی سیاسی رابرت کلی از یکی از اردوگاه های زندان آپوکالیپس واقع در مکزیک بود.
او اطلاعاتی را از مادرش خریداری کرد که به مردان ایکس اطلاع داد که آپوکالیپس منطقه آبی ماه را برای بهبودی یکی از آخرین نبردهای خود تغییر مکان داده است. با کمک تله‌پورتر انبوه بلینک، نایت کراول و مردان ایکس به آنجا منتقل شدند. آنها توسط خانواده سلطنتی غیرانسانی، عوامل آپوکالیپس مورد حمله قرار گرفتند و دستگیر شدند. بلینک به آزادی مردان ایکس کمک کرد و آنها به زمین فرار کردند و رهبر غیرانسانی ماکسیموس را در این فرآیند کشتند.
در حالی که عصر آپوکالیپس همچنان بر آمریکای شمالی غلبه می کرد، نایت کرالر همچنان در کنار مردان ایکس نقش اصلی را حفظ کرد. در نهایت، تنش های جهانی منجر به جنگ سرد بین آپوکالیپس و شورای عالی انسانی شد، که به طور بالقوه می توانست به یک هولوکاست کامل هسته ای ختم شود. 
پیمان کلی امضا شد که در آن عصر آپوکالیپس قول داد آزمایش های وحشتناک خود را بر علیه انسان ها متوقف کند، اما او قصد انجام این کار را نداشت. نایت کرولر در سفر به سیاتل با همتایان خود مردان ایکس همراه شد تا جلوی کشتار آپوکالیپس را بگیرد. پس از شکست دادن ارتشی از بی‌نهایت‌ها و رهبر آن‌ها آنوس، مردان ایکس زمان را بی‌شاپ آواره یافتند.
آنها به زودی دریافتند که بیشاپ از واقعیت دیگری آمده است که توسط لژیون که خاویر را در گذشته می‌کشد، شکسته شده است.
مگنیتو که متقاعد شده بود پشت ادعاهای بیشاپ حقیقتی وجود دارد، مردان ایکس را برای جستجوی اقلام و افراد مورد نیاز برای بازگرداندن واقعیت او و همچنین جوخه هایی برای خنثی کردن نقشه های مختلف عصر آپوکالیپس اعزام کرد.